# Ochroma pyramidale
Chân thỏ hay gỗ bấc (danh pháp khoa học: Ochroma pyramidale) là một loài thực vật có hoa trong họ Cẩm quỳ. Loài này được Jean-Baptiste Lamarck công bố hợp lệ lần đầu tiên tháng 4 năm 1788 dưới danh pháp Bombax pyramidale, dựa trên mô tả của Antonio José Cavanilles trước đó. Năm 1920 Ignatz Urban chuyển nó sang chi Ochroma. Loài này cũng thường được được dẫn với tên khoa học Ochroma lagopus, do cuối tháng 6 năm 1788 Olof Swartz lần đầu tiên mô tả chi Ochroma với loài được mô tả kèm theo là O. lagopus. Tuy nhiên danh pháp do Swartz công bố cho loài này có sau khi Lamarck đã công bố hợp lệ danh pháp Bombax pyramidale, nên O. lagopus chỉ là đồng nghĩa muộn của Ochroma pyramidale khi nó được chuyển từ chi Bombax sang chi này. Nó là loài duy nhất hiện nay được công nhận của chi Ochroma.
Là loài cây gỗ to và lớn nhanh, có thể cao tới 28 m (92 ft) và đường kính thân cây 1–1,2 m (3–4 ft). Gỗ bấc rất nhẹ (tỷ trọng riêng khoảng 120–150 kg/m³) với nhiều công dụng. Cây gỗ bấc là bản địa miền nam Brasil và miền bắc Bolivia cho tới miền nam Mexico.

## Phân loại
Là thành viên của họ Cẩm quỳ (Malvaceae), O. pyramidale từng được coi là một loài trong họ Gạo (Bombaceae) nhưng hiện nay được coi là có vị trí không rõ ràng trong Malvatheca, với mối quan hệ họ hàng gần nhất là với chi Patinoa, tạo thành một nhánh độc lập với cả phân họ Cẩm quỳ (Malvoideae) và phân họ Gạo (Bombacoideae)

## Sinh học
Là loài bản địa khu vực từ miền nam Mexico tới miền nam Brasil, nhưng hiện nay nó có thể được tìm thấy ở nhiều quốc gia khác (Papua New Guinea, Indonesia, Thái Lan, quần đảo Solomon v.v.). Là thực vật tiên phong, nó xuất hiện trong những khu vực dọn quang trong những cánh rừng, hoặc là do con người chặt phá hoặc là do cây đổ hay trên những khu đồng ruộng bị bỏ hoang. Nó lớn rất nhanh, tới 27–28 m (89–92 ft) trong 10–15 năm. Tốc độ lớn nhanh này giải thích cho độ nhẹ của gỗ, vởi tỷ trọng riêng của nó thấp hơn cả bần. Loài cây này nói chung không sống quá 30-40 năm.
Ra hoa từ năm thứ ba trở đi, thông thường vào cuối mùa mưa khi rất ít loài cây gỗ khác ra hoa. Các hoa lớn nở vào buổi chiều muộn và duy trì tình trạng này qua đêm. Mỗi hoa chứa 1 tuyến mật sâu tới 2,5 cm (0,98 in). Các loài thụ phấn ban ngày bao gồm khỉ mũ nhưng phần lớn quá trình thụ phấn diễn ra ban đêm. Người ta từng cho rằng động vật thụ phấn chủ chốt là dơi; nhưng chứng cứ gần đây cho thấy 2 nhóm động vật có vú ăn đêm là kinkajou và olingo có thể mới là động vật thụ phấn chính.

## Gieo trồng
Ecuador cung cấp trên 95% lượng gỗ bấc thương mại. Trong những năm gần đây khoảng 60% cây gỗ bấc đượng trồng trong các đồn điền thành các hàng dày dặc, khoảng 1.000 cây/ha (so với 2-3 cây/ha trong tự nhiên). Nó là cây sớm rụng lá trong mùa khô hoặc thường xanh, với các lá to (30–50 cm hay 11,8–19,7 in) có thùy lá hình chân vịt. Là thực vật hạt kín hai lá mầm nên gỗ bấc được phân loại như là loại gỗ cứng mặc dù gỗ của nó rất mềm. Nó là loại gỗ cứng thương mại mềm nhất. Gỗ được thu hoạch sau 6-10 năm trồng.

## Sử dụng
Gỗ bấc rất nhẹ và sáng màu, với thớ gỗ thô. Tỷ trọng riêng của gỗ bấc khô trong phạm vi từ 40–340 kg/m3 (2,5–21,2 lb/cu ft), với tỷ trọng điển hình khoảng 160 kg/m3 (10 lb/cu ft). Gỗ của cây còn sống có các tế bào lớn chứa đầy nước. Điều này làm cho gỗ có kết cấu xốp và làm cho gỗ của cây còn sống không nhẹ hơn nước đáng kể và vừa đủ ở mức tối thiểu để gỗ nổi trên mặt nước. Trong sản xuất gỗ thương mại, gỗ bấc được sấy trong lò khoảng 2 tuần để làm các tế bào này khô và rỗng. Tỷ lệ thể tích/diện tích bề mặt lớn của các tế bào rỗng có vách mỏng được tạo ra từ sấy khô làm cho gỗ khô có tỷ lệ lực/trọng lượng (độ dai bền) lớn, do các tế bào chủ yếu chứa không khí. Không giống như gỗ mục nát tự nhiên, nhanh chóng bị phân hủy trong các rừng mưa nơi cây gỗ bấc sinh sống, các vách tế bào của gỗ bấc sấy khô vẫn giữ được kết cấu bền vững của xenluloza và linhin.
Do tỷ trọng thấp nhưng độ dai bền cao, gỗ bấc là vật liệu rất phổ biến để làm các kết cấu nhẹ, dai trong các thử nghiệm mô hình cầu, các mô hình nhà cửa và mô hình máy bay; tất cả các hạng đều có thể sử dụng cho các chủng loại máy bay mô hình kiểm soát bằng dây hoặc bằng sóng vô tuyến trong bộ môn thể thao máy bay mô hình, với "các hạng thi đấu" nhẹ nhất đặc biệt có giá trị trong máy bay mô hình bay tự do. Gỗ bấc cũng có giá trị như là một thành phần trong sản xuất các máy bay thật bằng gỗ nhẹ, nổi tiếng nhất trong số này có lẽ là de Havilland Mosquito của Anh trong thế chiến II.
Gỗ bấc cùng dùng để làm ra các mồi câu bằng gỗ trong câu cá, đặc biệt trong các mồi câu Rapala.
Các que gỗ bấc khô cũng có ích trong vai trò của bút thay thế tạm thời trong nghệ thuật thư pháp khi các ngòi bút kim loại thương mại với bề rộng mong muốn không có sẵn.
Gỗ bấc cũng thường được dùng làm vật liệu lõi trong các composit; chẳng hạn, cánh của nhiều loại turbine gió có chứa gỗ bấc. Trong sản xuất vợt bóng bàn, một lớp gỗ bấc thường được dán giữa hai lớp gỗ dán mỏng làm từ các loại gỗ khác. Gỗ bấc cũng được dùng trong cán tấm cùng với nhựa cốt sợi thủy tinh (sợi thủy tinh) để sản xuất các ván lướt sóng gỗ bấc chất lượng cao cũng như boong tàu và phần nổi trên mặt nước của nhiều loại thuyền, đặc biệt là các loại du thuyền có chiều dài dưới 30 m (98 ft).
Gỗ bấc cũng dùng sản xuất các đồ dùng biểu diễn bằng gỗ để "đập phá" như bàn, ghế để đập gãy trong các cảnh nào đó của hát kịch, phim và truyền hình.
Thế hệ 5 và 6 của xe thể thao Chevrolet Corvette có sàn xe là gỗ bấc dán giữa các tấm nhựa cốt sợi cacbon.
Nhà khoa học kiêm nhà phiêu lưu mạo hiểm người Na Uy là Thor Heyerdahl, tin rằng tiếp xúc sớm của thổ dân Nam Mỹ và Polynesia là có thể, đã làm ra chiếc bè Kon Tiki từ gỗ bấc, và trên chiếc mảng này ông và đoàn thủy thủ đã vượt khoảng 6.900 km trên Thái Bình Dương trong 101 ngày (28/4/1947 - 07/8/1947) từ Callao, Peru để đến đảo san hô vòng Raroia trong quần đảo Tuamotu vào năm 1947. Tuy nhiên, gỗ của Kon Tiki đã không được sấy khô và khả năng nổi của nó chủ yếu là do nhựa của gỗ bấc có tỷ trọng thấp hơn nước biển. Điều may mắn ngẫu nhiên này có thể đã là nguyên chính cứu vãn chuyến thám hiểm, do nó ngăn nước biển không ngấm vào gỗ và làm chìm chiếc bè.

## Thư viện ảnh

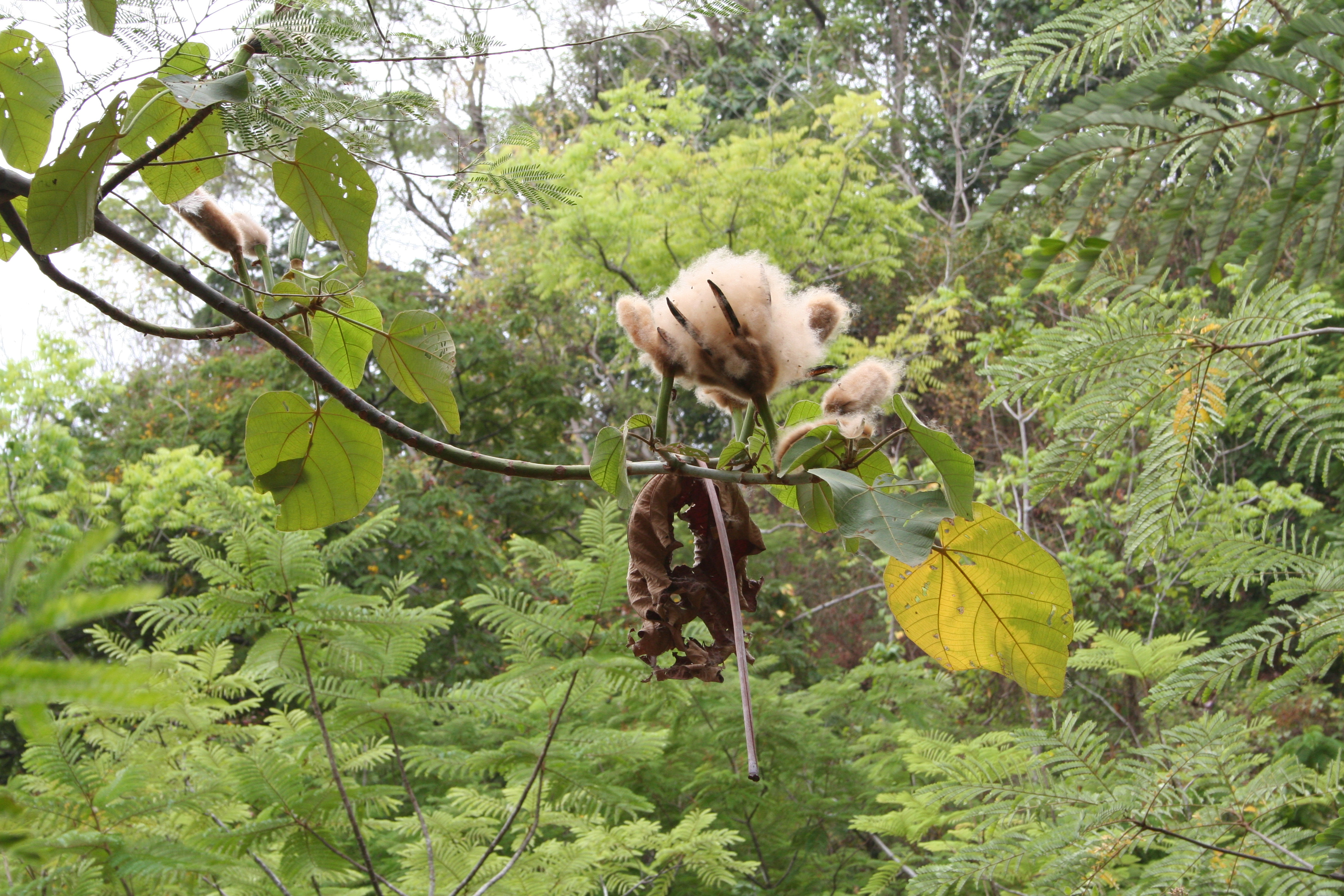
Cây gỗ bấc tại Bota Hill, Vườn Thực vật Limbe, Cameroon
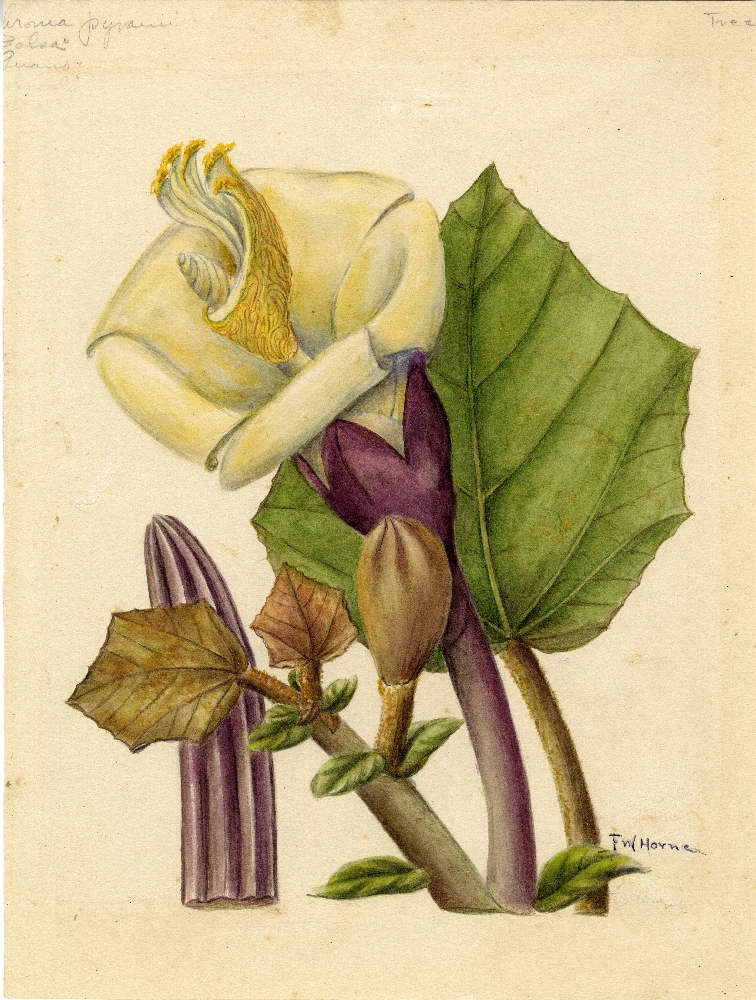
Hình minh họa của Frances W. Horne trong Flora Borinqueña
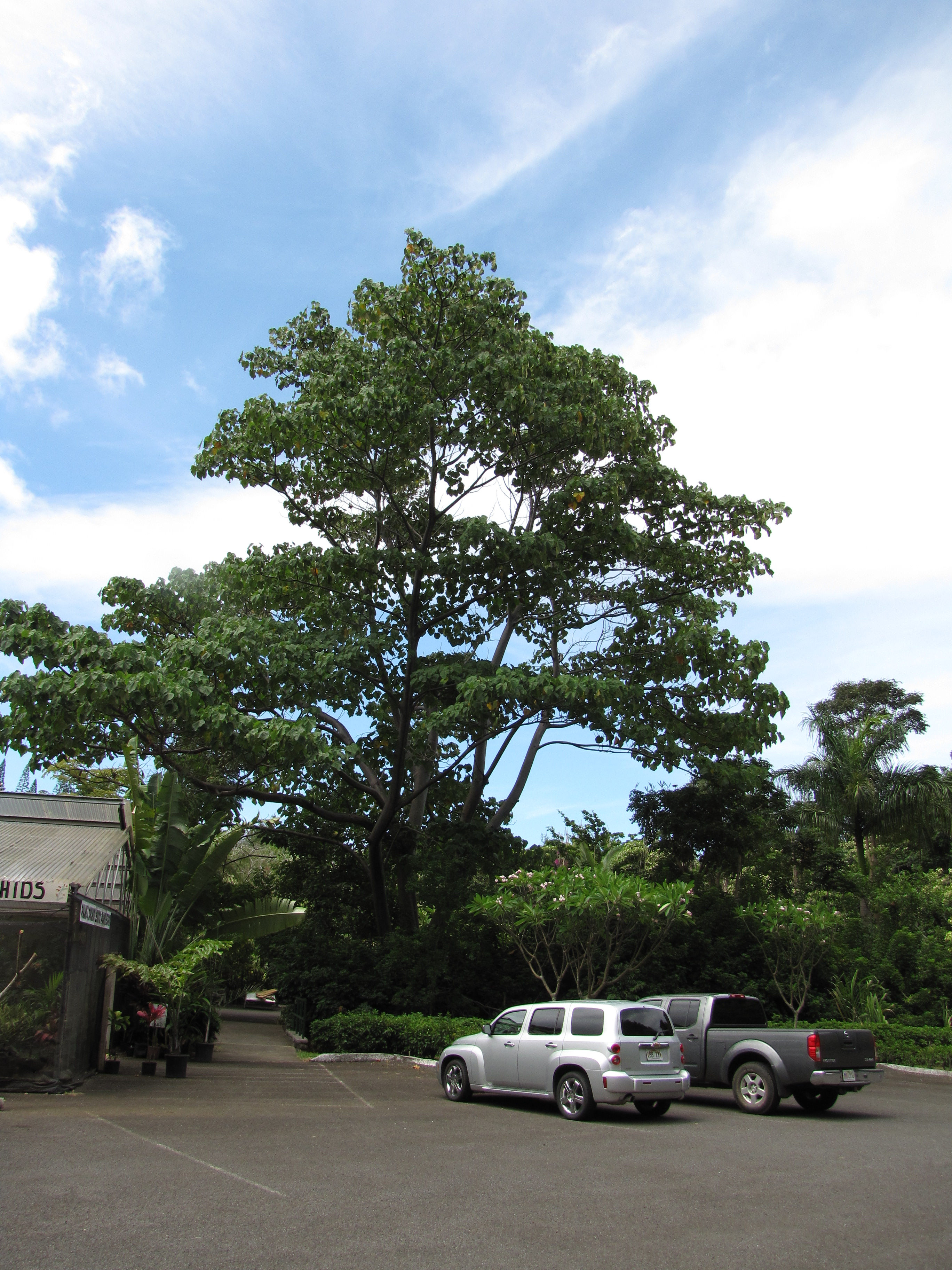
Ochroma pyramidale tại Vườn Nhiệt đới Maui, đường thung lũng Iao, Maui, Hawaii.
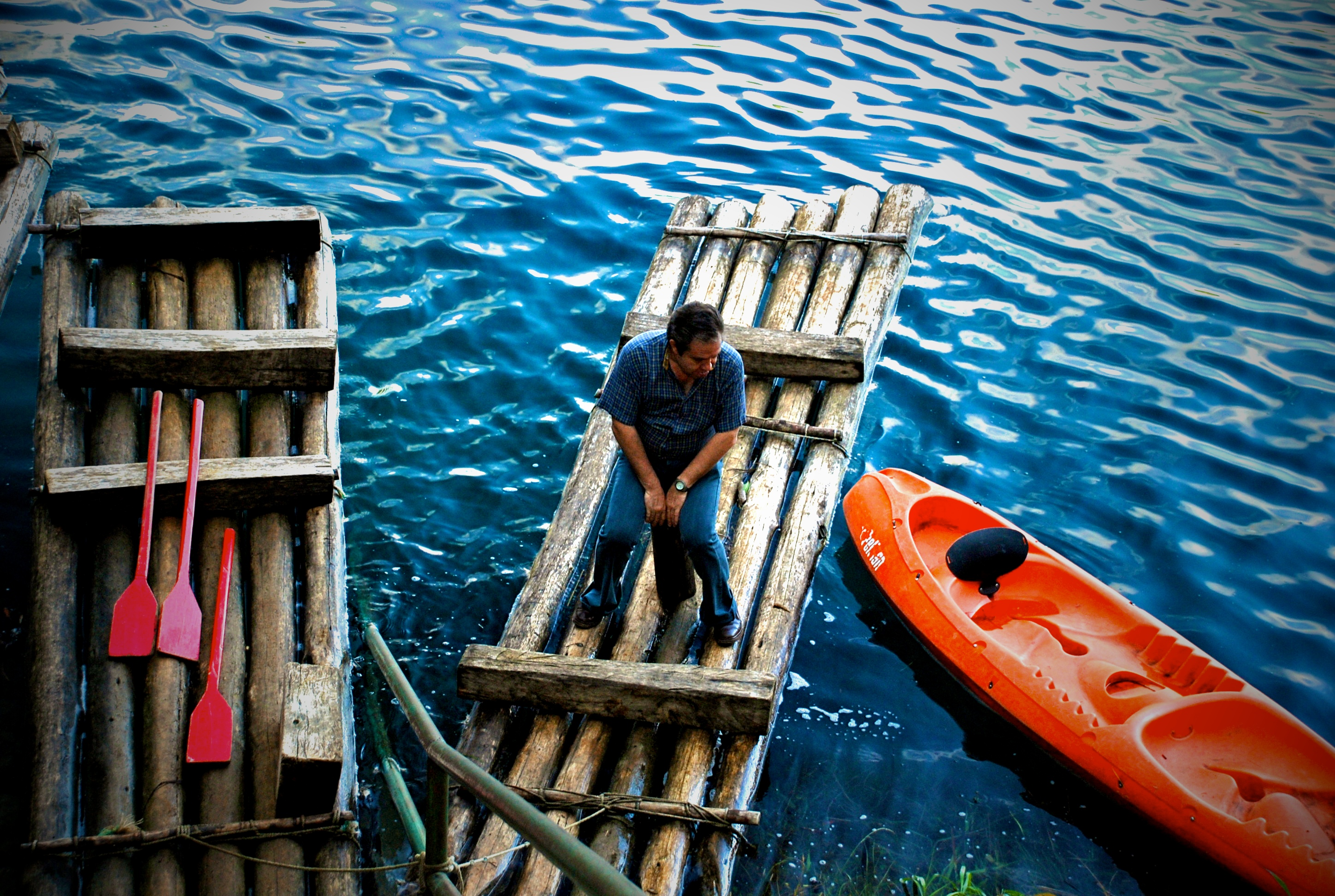
Hai chiếc bè và một chiếc xuồng kayak tại Lagos de Montebello ở Chiapas, Mexico.
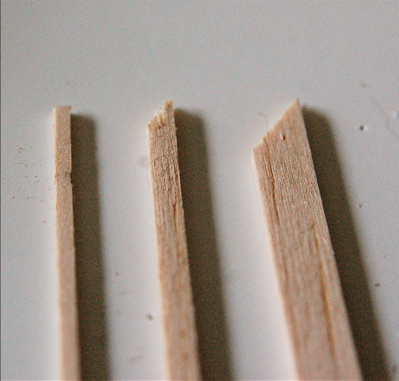
Ba thanh gỗ bấc.